# Les Œufs de Pâques
Les Œufs de Pâques és una pel·lícula muda francesa en blanc i negre escrita i dirigida per Segundo de Chomón i estrenada el 1907. Julienne Mathieu, esposa de Segundo de Chomón, n'és la intèrpret principal.

## Sinopsi
Una fada apareix en un entorn de peixos daurats. Estira els braços i rep d'una mà invisible uns grans ous de Pasqua que obre un a un sobre una taula. D'aquests ous en surten ballarins lil·liputencs.

## Repartiment
- Julienne Mathieu